# Les Exploits de Pearl White
Pour plus de détails, voir Fiche technique et Distribution.
Les Exploits de Pearl White (The Perils of Pauline) est un film américain réalisé par George Marshall, sorti en 1947.

## Synopsis
Pearl White travaille dans un atelier de couture mais rêve de music-hall. Par une cliente comédienne, Julia Gibbs, elle se fait engager dans une troupe dirigée par Michael Farrington. Débutant par des utilités, elle finit par chanter et jouer. Secrètement amoureuse de son directeur, elle souffre de son indifférence et finit par quitter sa troupe. Elle débute alors dans le cinéma muet où elle devient vite une star aux mille exploits spectaculaires. 
De son côté, Michael Farrington qui n'a plus d'engagements, recherche du travail. Pearl White le fait engager dans son studio et il devient son partenaire et bientôt son fiancé. Mais les fiançailles sont rompues et elle part pour la France, pour mener une revue au Casino de Paris. Mais un accident va les réunir.

## Fiche technique
- Titre : Les Exploits de Pearl White
- Titre original : The Perils of Pauline
- Réalisation : George Marshall
- Scénario : P. J. Wolfson et Frank Butler d'après une histoire de P. J. Wolfson
- Production : Sol C. Siegel
- Société de production : Paramount Pictures
- Musique : Robert Emmett Dolan
- Chorégraphe : Billy Daniel
- Photographie : Ray Rennahan
- Montage : Arthur P. Schmidt
- Direction artistique : Roland Anderson et Hans Dreier
- Costumes : Waldo Angelo et Edith Head
- Pays de production :  États-Unis
- Langue : anglais
- Format : couleur (Technicolor) – 35 mm – 1,37:1 – mono (Western Electric Recording)
- Genre : comédie
- Durée : 96 minutes
- Date de sortie :
  - États-Unis : 4 juillet 1947
- Affiche : Boris Grinsson (France)

## Distribution
- Betty Hutton : Pearl White
- John Lund : Michael Farrington
- Billy De Wolfe : M. Timmy Timmons
- William Demarest : George "Mac" McGuire
- Constance Collier : Julia Gibbs
- Frank Faylen : M. Joe Gurt
- William Farnum : Western Saloon Set Hero
- Chester Conklin : Comic Chef
- Paul Panzer : Drawing Room Gent
- Snub Pollard : Western Saloon Set Propman
- James Finlayson : Comic Chef
- Creighton Hale : Marcelled Leading Man
- Hank Mann : Comic Chef
- Francis McDonald : Western Saloon Set Heavy
- Bert Roach : Western Saloon Set Bartender
- Heinie Conklin : Studio Cop
- Ethel Clayton : Lady Montague

Acteurs non crédités
- Myrtle Anderson : la servante et maquilleuse de Pearl
- Eugene Borden, John Mylong et Georges Renavent : les médecins français au chevet de Pearl
- Margaret Field : Juliet